# Polyommatus splendida
Polyommatus splendida är en fjärilsart som beskrevs av Rast. Polyommatus splendida ingår i släktet Polyommatus och familjen juvelvingar. Inga underarter finns listade i Catalogue of Life.